# 高瀬比呂志
高瀬 比呂志（たかせ ひろし、1955年10月13日 - 2006年9月7日）は、日本の撮影監督。東京都出身。
日活芸術学院卒業。

## 主な撮影作品

### 映画
撮影助手
- 人間の証明 （1977年）
- （本）噂のストリッパー （1982年）
- ときめきに死す （1984年）
- それから （1985年）
- マルサの女 （1987年）
- マルサの女2 （1988年）
- 悲しい色やねん （1988年）
- スウィートホーム （1989年）
- 天と地と （1990年） - 撮影監督補

撮影
- ハッピーエンドの物語 （1991年）
- 遊びの時間は終らない （1991年）
- ザ・ギャンブラー （1992年）
- 卒業旅行 ニホンから来ました （1993年）
- とられてたまるか!? （1994年）
- ノストラダムス戦慄の啓示 （1994年）
- (ハル) （1996年）
- スーパーの女 （1996年）[2]
- 不法滞在 （1996年）
- 失楽園 （1997年）
- マルタイの女 （1997年）[2]
- キリコの風景 （1998年）
- 39 刑法第三十九条 （1999年）
- アカシアの町 （2000年）
- アナザヘヴン （2000年）
- 仮面学園 （2000年）
- 押切 OSHIKIRI （2000年）[3]
- 世にも奇妙な物語 映画の特別編『ストーリー・テラー』『チェス』（2000年）
- 女学生の友 （2001年）[3]
- プラトニック・セックス （2001年）
- チキン・ハート （2002年）
- 木曜組曲 （2002年）
- Jam Films『コールドスリープ』（2002年）
- 棒たおし! （2003年）
- 17才 旅立ちのふたり （2003年）
- 昭和歌謡大全集 （2003年）
- NIN×NIN 忍者ハットリくん THE MOVIE （2004年）
- 笑の大学 （2004年）
- ZOO （2004年）
- 星になった少年 Shining Boy & Little Randy （2005年）
- 間宮兄弟 （2006年）
- デスノート （2006年）
- ゆれる （2006年）
- 7月24日通りのクリスマス （2006年）

### オリジナルビデオ
- 愛物語 『裏切りの街角 』（1991年）
- 白百合女学園洋弓部 白銀の標的 （1991年）

### テレビドラマ
- 天と地と～黎明編 （1990年4月20日、日本テレビ）
- 世にも奇妙な物語 第2シリーズ『忘れられたメス』『留守番電話』『ざしきわらし』（1991年1月24日、フジテレビ）[3]
- 大人は判ってくれない （フジテレビ）[3]
  - 第3回『花束』『ゴーストライター』（1992年1月30日）
  - 第8回『ダブルイーグル』『ランナー』（1992年3月5日）
- 夜逃げ屋本舗 （1999年1月13日～、日本テレビ）[3]

## 受賞歴
- 1998年 第21回日本アカデミー賞：優秀撮影賞『失楽園』